# Renault 14
O Renault 14 é um automóvel produzido pela construtora francesa Renault.
Foi lançado em 1976 como uma versão final do projeto 121. É considerado o primeiro veículo da marca francesa com motor 4 cilindros transversal.
Foi produzido de 1976 a 1983.